# Лучињано (Арецо)
Лучињано (итал. Lucignano) је насеље у Италији у округу Арецо, региону Тоскана.
Према процени из 2011. у насељу је живело 1748 становника. Насеље се налази на надморској висини од 380 м.

## Становништво
Према резултатима пописа становништва 2011. у општини је живело 3.615 становника.
| 1931. | 1936. | 1951. | 1961. | 1971. | 1981. | 1991. | 2001. | 2011. |
| ----- | ----- | ----- | ----- | ----- | ----- | ----- | ----- | ----- |
| 4.223 | 4.305 | 4.250 | 3.526 | 3.223 | 3.248 | 3.349 | 3.468 | 3.615 |